# لي براكيت
لي دوغلاس براكيت (بالإنجليزية: Leigh Brackett)‏ (بالإنجليزية Leigh Douglass Brackett، ولد 7 ديسمبر 1915- 18 مارس 1978) كاتبة أمريكية في مجال الخيال العلمي، ويُشار إليها أيضًا باسم ملكة أوبرا الفضاء (أوبرا الفضاء: نوع فرعي من الخيال العلمي يشدد على حرب الفضاء والقصص التي تدور أحداثها في الفضاء).
كانت براكيت أيضًا كاتبة سيناريو، وعُرفت في عملها على أفلام مثل النوم الكبير (1964) و ريو برافو (1959) والوداع الطويل (1973).
عملت أيضًا على مسودة متروكة لفيلم «حرب النجوم» (1973)، وكانت أول امرأة يُذكر اسمها في القائمة المختصرة التي تحوي أسماء المرشحين لجائزة هوجو.

## حياتها
وُلدت لي براكيت في 7 ديسمبر 1915 في لوس أنجلوس في ولاية كاليفورنيا، ونشأت هناك.
في 31 ديسمبر عام 1964، عندما كان عمرها 31 عامًا، تزوجت من كاتب الخيال العلمي والروايات إدموند هاميلتون في سان غابريل، كاليفورنيا وانتقلت معه إلى كينسمان، أوهايو. ماتت بسبب السرطان في عام 1878 في لانكستر، كاليفورنيا.

## حياتها المهنية

### كاتبة خيال علمي
نُشر أول عمل لبراكيت عندما كانت في منتصف العشرينيات؛ ظهرت قصة الخيال العلمي «بحث مارتن» (لم يستطع مارتن النجاح على كوكب الأرض، حيث الكثافة عالية والبطالة مرتفعة، ما يجعله يشعر بخيبة الأمل التي جلبها لعائلته، فسجل في برنامج للهجرة والاستقرار على كوكب المريخ، رغم الإشاعات عن فشل المشروع) في عدد فبراير 1940 من مجلة الخيال العلمي الأمريكية «الخيال العلمي التناظري والواقع».
كانت سنواتها الأولى في الكتابة (1940- 1942) هي السنوات الأكثر إنتاجية.
تحتوي بعض قصصها على مواضيع اجتماعية مثل قصة «حصن السفن الضائعة» (1943)، التي تناولت تأثيرات الإمبراطورية التجارية الأرضية المتوسعة على الثقافات الأصلية للعوالم الفضائية.
في أثناء تلك الفترة، كانت أيضًا عضوًا فعالًا في جمعية لوس أنجلوس للخيال العلمي (إل إيه إس إف إس)، وانتسبت أيضًا إلى فاندوم الخيال العلمي المحلي (فاندوم: قاعدة المعجبين، وهي مجموعة من الناس المشجعين الذين يتميزون بشعور من التعاطف والصداقة الحميمة مع الذين يشاركونهم نفس الاهتمام والإعجاب) بطرق أخرى، وبما في ذلك المساهمة في الإصدار الثاني من مجلة «بوغوز إس تي إف-إي تي تي إي Pogo's STF-ETTE» وهي مجلة غير رسمية للمعجبين بالخيال العلمي تضم الإناث فقط (غالبًا هي أول مجلة من هذا النوع).
كانت رواية براكيت الأولى لا خير في جثة (1944) رواية بوليسية غامضة ومشابهة لأسلوب روايات الأديب رايموند تشاندار (بفضل هذا الكتاب حصلت براكيت على أول مهمة كبيرة لها في كتابة السيناريو)، وأصبحت قصص براكيت عن الخيال العلمي أكثر طموحًا، وكانت رواية ظل فوق المريخ أول رواية قصة خيال علمي طويلة لها؛ ومع أنها افتقرت للتنقيح، لكنها شكلت بداية أسلوب جديد في الكتابة. كانت هذه الرواية متأثرةً بشكل كبير بتوصيف القصة البوليسية الذي كان شائعًا في أربعينيات القرن العشرين وأفلام النوار (فيلم الجريمة والدراما).
في عام 1946، تزوجت براكيت من زميلها مؤلف الخيال العلمي إدموند هاميلتون (زميل لكاتب الخيال العلمي راي برادبري العضو جمعية لوس أنجلوس للخيال العلمي، والذي أدى دولر الإشبين).
نشرت مجلة بلانت ستوريز رواية «لوريلي شديدة الغضب»، التي كان بطلها لص يُدعى هيو ستارك.
أنهت براكيت الجزء الأول من الرواية قبل أن تسلمه لراي برادبري ليكملها حتى يتسنّى لها العمل على سيناريو فيلم النوم الكبير المأخوذ عن رواية تشاندلير.
عادت براكيت إلى كتابة الخيال العلمي بعد عملها في الأفلام منذ عام 1948 حتى عام 1951.
أنتجت سلسلة قصص مغامرات خيال علمي والتي كانت أطول من عملها السابق، بما في ذلك تمثيلات كلاسيكية لتخيلاتها الكوكبية مثل «القمر الذي تلاشى» ورواية «ملك البحر في المريخ» (1949).

## روابط خارجية
- لي براكيت على موقع IMDb (الإنجليزية)
- لي براكيت على موقع تيرنر كلاسيك موفيز (الإنجليزية)
- لي براكيت على موقع أول موفي (الإنجليزية)
- لي براكيت على موقع قاعدة بيانات الأفلام السويدية (السويدية)
- لي براكيت على موقع قاعدة بيانات الفيلم (الإنجليزية)